# Nichols (Wisconsin)
Nichols is een plaats (village) in de Amerikaanse staat Wisconsin, en valt bestuurlijk gezien onder Outagamie County.

## Demografie
Bij de volkstelling in 2000 werd het aantal inwoners vastgesteld op 307. In 2006 is het aantal inwoners door het United States Census Bureau geschat op 278, een daling van 29 (-9,4%).

## Geografie
Volgens het United States Census Bureau beslaat de plaats een oppervlakte van 2,2 km², geheel bestaande uit land. Nichols ligt op ongeveer 262 m boven zeeniveau.

## Plaatsen in de nabije omgeving
De onderstaande figuur toont nabijgelegen plaatsen in een straal van 24 km rond Nichols.